# 安妮宝贝
安妮宝贝（1974年7月11日—），本名励婕，出生于浙江宁波，中國當代女性小說家、散文家和雜誌編輯。
2014年6月16日，安妮宝贝在新浪微博上宣布改笔名为“庆山”。

## 生平
安妮宝贝1992年高中毕业于宁波中学。在从事写作之前，曾在北京从事过金融、编辑等工作。2000年，她曾在榕树下网站工作，榕树下网站创始人朱威廉专门为她成立了“安妮宝贝工作室”。
1995年后历任中国银行宁波市分行营业部科员，上海榕树下计算机有限公司部门主管，新经典文化北京编辑部策划，北京时尚健康杂志社编辑部主任。
1998年10月，开始以“安妮宝贝”为笔名在网络上写作和发表作品。
2000年1月，出版首部小说集《告别薇安》，该书收录了《七月与安生》《暖暖》《七年》等小说，以告别、流浪、宿命等为题材，描述了女主人公们的隐秘生活和内心的挖掘及展示。同年离开网络，进入纸质出版时期。
2001年1月，出版小说散文集《八月未央》，书中收录《瞬间空白》《南方八月》等小说与散文。9月，出版首部长篇小说《彼岸花》，该小说分别讲述了乔与南生在都市中的命运起伏、情感纠葛。
2004年1月，出版长篇小说《二三事》。10月，出版随笔集《清醒纪》。
2005年，加入中国作家协会。2006年3月，出版长篇小说《莲花》，创作风格逐渐转向成熟。小说以墨脱为背景，讲述了庆昭与纪善生寻访善生旧友内河的故事。
2007年9月，出版散文集《素年锦时》，该书以春夏秋冬四季分章，散文与小说并存，谈论对童年、家庭、自然等方面话题的感悟与杂想。总销量超过一百万册。
2008年10月，应日本国际交流基金的邀请首次访问日本。
2011年3月起，担任文艺读物《大方》主编，后于同年11月停刊。8月，出版长篇小说《春宴》，书中讲述了周庆长等人的情感流变与生命进程。
2012年4月，作为中国作家代表团一员参加伦敦书展。
2013年1月，出版散文集《眠空》，书中讲述亲情、阅读以及生活，更多融入作者自身故事和感悟；化身采访者与藏书家韦力合作推出《古书之美》，向读者普及古籍常识、阐述古籍美学、反思文化传承。同年8月，以“诗经”作为编选脉络，首次推出散文选集《且以永日》。
2014年6月，宣布笔名由“安妮宝贝”改为“庆山”，随后出版散文集《得未曾有》。
2016年6月，时隔九年出版散文小说集《月童度河》。
2019年1月，出版长篇小说《夏摩山谷》，并获文学杂志《收获》2019年第1期刊载。

## 個人生活
安妮寶貝具體婚期不詳，其丈夫資料亦不詳，媒體上僅僅有安妮寶貝在2008年接受《深圳青年》採訪時透露她在2007年10月1日誕下一個女兒。

## 作品

### 短篇小說集及散文集
1. 2000年《告別薇安》（短篇小說集）
2. 2001年《八月未央》（短篇小說和散文集）
3. 2001年《瞬間空白》（短篇小說集）[a]
4. 2002年《薔薇島嶼》（攝影及散文集）
5. 2004年《清醒紀》（散文集）
6. 2007年《素年錦時》（散文集）
7. 2013年《眠空》（散文集）
8. 2013年《且以永日》（散文集）
9. 2014年《得未曾有》（散文集）（以新笔名庆山发表）

### 長篇小說
1. 2001年《彼岸花》
2. 2004年《二三事》
3. 2006年《蓮花》
4. 2011年《春宴》
5. 2019年《夏摩山谷》

### 翻譯
1. 2010年《有一天》（儿童文学绘本）
2. 2010年《白雪晶晶》（儿童文学绘本）

### 雜誌及其它出版物
1. 2009年《選擇之道》（合集）：與馮唐、張悅然、春樹、蔡駿等人合著。
2. 2009年《月》（雜誌特刊）：與Hansey、閏月合作。
3. 2010年《琼屑谈》（《城市畫報》專欄）：專欄撰稿。
4. 2011年《大方》（雜誌）：主編。

## 评价

### 正面评价
安妮宝贝语言凝练，短促平快，极具张力。运用大量比喻和搭配等修辞手法，作品呈现出空灵绮丽、简洁蕴藉的风格。随着阅历的加深丰富，安妮宝贝作品日渐成熟，风格上从阴郁逼仄、桀骜不驯，渐趋明朗清新、稳重平和。

### 负面评价
凤凰网读书作者张丙认为安妮宝贝是一个感性而缺乏逻辑的人，其文章中经常有对词义理解出现偏差导致的病句。